# Manuel de Novas
Manuel de Novas, Manuel d' Novas ou Manel d' Novas (Santo Antão, 24 de Fevereiro de 1938 — Mindelo, São Vicente, 28 de Setembro de 2009) foi um dos poetas e compositores cabo-verdianos mais conhecidos internacionalmente.
Baptizado como Manuel Jesus Lopes, Manuel de Novas escreveu Stranger ê um ilusão, Lamento d'um emigrante e outras letras. Considerado, por isso, um dos mais importantes trovadores de Cabo Verde, compositor preferido de Cesária Évora e Bana, entre outros.
Apesar de ter nascido na ilha vizinha, Manuel de Novas é considerado um filho do Mindelo, ilha de São Vicente, onde viveu.
Manel d' Novas ficou conhecido essencialmente por ter uma postura crítica em relação à sociedade mindelense, ilha onde vivia e que o adoptou como filho. Outra particularidade do compositor era a sua escrita em crioulo cabo-verdiano.
Internado na Unidade de Cuidados Especiais do Hospital Baptista de Sousa, o compositor acabou por falecer vítima de complicações decorrentes do acidente vascular cerebral (AVC) que sofrera três anos antes em Portugal. O compositor foi velado em sua casa, em Monte Sossego, a pedido dos familiares.

## Poemas mais famosos
- Apocalipse
- Cmé catchorr (morna-coladeira)
- Cumpade Ciznone
- D. Ana
- Ess Pais
- Morte d'um Tchuc (morna-coladeira)
- Nôs raça
- Psú nhondenga (morna-coladeira)
- Stranger ê um Ilusão (morna)
- Tudo tem se limite
- Lamento d'um emigrante
- Lisboa, capital di sôdade (em conjunto com Rui Machado)

## Literatura
- César Augusto Monteiro, Manel d' Novas: Música, Vida, Cabo-verdianidade (2003)